# NACCS
NACCS（ナックス）とは、国際貿易における、通関及び輸入の際の関税の納付などを効率的に処理することを目的に構築された、税関官署、運輸業者、通関業者、倉庫業者、航空会社、船会社、船舶代理店、金融機関等の相互を繋ぐ電子的情報通信システムである。正式名称は、「輸出入・港湾関連情報処理システム」（Nippon Automated Cargo And Port Consolidated System）。従前は、通関情報処理システムと呼ばれてきたが、港湾手続、食品衛生手続、動植物検疫手続、入国管理手続等の他省庁関係手続きにも業務を拡大することを見越して改称された。
NACCSにより外国貨物の管理と通関業務は大幅に向上した。現在、貨物の通関業務、外国貨物の管理はその大半が、このNACCSを使用して行われている。

## NACCSの運営主体
NACCSは、輸出入・港湾関連情報処理センター(NACCSセンター)株式会社によって運営されている。同社は独立行政法人　通関情報処理センターが2008年10月に特殊会社化され発足した。本社所在地は東京都港区。

## NACCSの構成
過去、NACCSには航空貨物を扱うAir-NACCS（エアーナックス）と、海上貨物を扱うSea-NACCS（シーナックス）の二種類があったが、現在は国土交通省が管理・運営していた港湾EDIシステムや経済産業省が管理・運営していたJETRASなどの関連省庁システムも取り込み、統合版NACCSが稼働している。
- Air-NACCS

1978(昭和53)年8月より成田空港にて稼動。当初は輸入のみを対象にしていたが、1985(昭和60)年より輸出も行えるようになった。また、暫時システムの拡大と更改を繰り返し、現在は成田、関西、新千歳、仙台、羽田、名古屋、小松、広島、岡山及び福岡の10空港を含む37地区を対象としていた。
- Sea-NACCS

1991(平成3)年10月より稼動。Air-NACCS同様にシステムの更改を図り、1999(平成11)年より全国の海港を対象地域とした。一部の機能で、国際的なEDI規格EDIFACTによる情報交換も可能であった。
NACCSは企業内システムとの電子データ交換(EDI)が可能なように構築されている。

## NACCSの機能
NACCSの主たる機能は以下の通り。
- 船舶・航空機の入出港および積荷に関する手続
- 輸出又は輸入を行う貨物に関する情報(内容、数量、荷姿など)の登録と管理
- 税関官署に対する輸入及び輸出の申告
- 輸入の際における関税の納付手続

等々
関税の納付手続については、省力化のため、銀行とのオンライン化により、（輸入者に代わって一旦支払の立替を行う）通関業者の口座から自動引落としで税関の口座に納付、という形が取られることが、現在は大半となっている。
また、近年は通関士試験においても、NACCSの機能について問う設問が若干数出題される事が慣例化されている。

## NACCSのフル表記
当初は航空貨物のみが対象となっていたため、Nippon Air Cargo Clearance Systemの略称として、NACCSを使用してきたが、運用範囲の対象を海上貨物にも拡大した際に、同じ略称で継続したいことから、AirをAutomatedに置き換えて、Nippon Automated Cargo Clearance Systemとした。
さらに、2008年10月の特殊会社への改組に際して、他省庁所管の貿易関連手続きへの拡張に伴い、引き続きNACCSという略称を使用することができるように、Nippon Automated Cargo And Port Consolidated Systemに改められた。